# مجموعه قلعه‌های روم ورامرد
مجموعه قلعه‌های روم رامرود مربوط به دوران‌های تاریخی پس از اسلام است و در شهرستان زابل، ۳ کیلومتری جاده زابل به زاهدان، منطقه تاسوکی واقع شده و این اثر در تاریخ ۱۰ مهر ۱۳۸۰ با شمارهٔ ثبت ۳۹۴۳ به‌عنوان یکی از آثار ملی ایران به ثبت رسیده است.